# Chung Ho Yin
Chung Ho Yin ( Mandarijn: 鍾皓賢; Hongkong, 15 april, 1971) is een professioneel voetballer uit Hongkong. Op 6 april 1990 debuteerde hij op het hoogste niveau in Hongkong bij de club Lai Sun tegen de club Sing Tao. De wedstrijd was er een in de Beker van Hongkong.
Chung Ho Yin heeft verschillende nationale jeugdteams van Hongkong doorlopen en heeft in 1992 zelfs enkele wedstrijden gespeeld op de Olympische Spelen voor het nationale zaalvoetbalelftal.